# Uelese Vaai
Lautimuia Uelese Vaai, né vers 1969, est un homme politique samoan.

## Biographie
Neveu du Premier ministre Vaai Kolone, il étudie à l'université du Pacifique Sud aux Fidji et à l'université technologique d'Auckland en Nouvelle-Zélande. 
Chargé d'enseignement en comptabilité à l'université du Pacifique Sud, il devient ensuite enseignant à l'université nationale des Samoa. En 2001 il devient comptable, et travaille par la suite comme comptable pour l'Office du Tourisme des Samoa et pour le ministère des Finances, entre autres. En 2017 le gouvernement le nomme directeur général de l'entreprise publique Samoa Shipping Services, « qui gère l'emploi des marins samoans à l'étranger »,.
Il se présente sans étiquette et sans succès aux élections législatives samoanes de 2016. Il ne se présente pas à celles de 2021, mais lorsque le député de sa circonscription (Vaimauga 3), Tapunuu Papaliitele Niko Lee Hang, meurt, il est le candidat du parti FAST pour l'élection partielle qui en résulte en février 2023. Il est élu à l'Assemblée législative des Samoa et, le 6 septembre, la Première ministre Fiame Naomi Mata'afa le nomme ministre des Finances dans son gouvernement.